# 精液凝胶蛋白
精液凝膠蛋白（英語: Semenogelin）是一種參與形成凝膠基質的蛋白質，該凝膠基質包裹射出的精子，阻止獲能。它主要通過抑制活性氧（ROS）的產生來阻斷獲能。
經由前列腺特異性抗原（PSA）的蛋白水解作用會分解該凝膠基質，使精子能夠更自由地移動。精液凝膠蛋白的裂解產物構成了人類精漿中主要的抗菌成分。
精液凝膠蛋白有兩種變體：精液凝膠蛋白 1 和 精液凝膠蛋白 2。
精液凝膠蛋白與前列腺特異性抗原在犯罪現場調查中常被檢測。

## 分子式与分子量
精液凝膠蛋白-1 (Semenogelin-1, SEMG1)分子式為：C2101H3312O710N686S（註：計算了一個吡咯烷酮酸修飾）
精液凝膠蛋白-2 (Semenogelin-2, SEMG2)分子式為：C2697H4275O934N859S4 （註：翻譯後修飾考慮了一個N-連接 （GlcNAc...） 天冬醯胺GlcNAc₂Man₃核心結構）